# Stadtsparkasse Cuxhaven
Die Stadtsparkasse Cuxhaven ist eine öffentlich-rechtliche Sparkasse mit Sitz in Cuxhaven in Niedersachsen. Ihr Geschäftsgebiet ist die Stadt Cuxhaven, die auch Träger der Sparkasse ist.

## Organisationsstruktur
Die Stadtsparkasse Cuxhaven ist eine Anstalt des öffentlichen Rechts. Rechtsgrundlagen sind das Niedersächsische Sparkassengesetz und die durch die Stadt Cuxhaven als Träger der Sparkasse erlassene Satzung. Organe der Sparkasse sind der Vorstand und der Verwaltungsrat.

## Sparkassen-Finanzgruppe
Die Stadtsparkasse Cuxhaven ist Teil der Sparkassen-Finanzgruppe und gehört damit auch ihrem Haftungsverbund an. Er sichert den Bestand der Institute und sorgt dafür, dass sie auch im Fall der Insolvenz einzelner Sparkassen alle Verbindlichkeiten erfüllen können. Die Sparkasse vermittelt Bausparverträge der regionalen Landesbausparkasse, offene Investmentfonds der Deka und Versicherungen der VGH Versicherungen. Im Bereich des Leasing arbeitet die Stadtsparkasse Cuxhaven mit der  Deutschen Leasing zusammen. Die Funktion der Sparkassenzentralbank nimmt die Nord/LB wahr.

## Geschichte

### Entstehung einer Sparkasse in Cuxhaven
Die Stadtsparkasse Cuxhaven wurde 1831 als Ritzebütteler Sparcasse gegründet. Ritzebüttel, heute ein Stadtteil Cuxhavens, war damals als das Amt Ritzebüttel ein Amtsbezirk Hamburgs, zu dem das heutige Cuxhaven und die umliegenden Gemeinden gehörten. 1938 änderte sich die Firma in  Stadtsparkasse zu Cuxhaven, 1963 dann in die heutige gültige Bezeichnung Stadtsparkasse Cuxhaven. Im Jahr 1979 übernahm sie nach einer Gebietsreform die ihr ab sofort zustehenden Filialen und Mitarbeiter des neuen Geschäftsgebiets und bietet ihre Dienstleistungen in einer Hauptstelle, die im Cuxhavener Stadtzentrum liegt, und in drei weiteren Geschäftsstellen an. Diese befinden sich aktuell in den Stadtteilen Altenbruch, Altenwalde und Sahlenburg.

### Die Hauptstellen der Sparkasse im Wandel
Zur Eröffnung der Stadtsparkasse Cuxhaven gab es nur eine zentrale Stelle, in der die damals noch in bar durchgeführten Geschäfte abgewickelt wurden. 1919 wurde damit angefangen, ein Filialnetz aufzubauen. Während die frühen Hauptstellen-Gebäude der Sparkasse noch angemietet waren, wurde im Bereich der heutigen Hauptstelle 1930 erstmals eine eigene Hauptstelle gebaut, die den damals gestiegenen Anforderungen an das Finanzdienstleistungsgeschäft Rechnung tragen sollte. 1977 wurde dann mit einem großen Anbau und Ausbauarbeiten die Hauptstelle erweitert. Der letzte Neubau wurde 1997 nach Abriss des Gebäudes von 1930 fertiggestellt und integrierte das Gebäude von 1977 in ein einheitliches modernes und zweckmäßiges Baukonzept.

### Die Vorstände der Stadtsparkasse Cuxhaven
Der Vorstand der Sparkasse besteht aus zwei Mitgliedern. Üblicherweise übernahm das Vorstandsmitglied in der folgenden Periode den Vorsitz:
| Periode      | Vorsitz              | Vorstandsmitglied    |
| ------------ | -------------------- | -------------------- |
| 1948–1970    | Hans Herbert Albers  | Amandus Colpe        |
| 1970–1973    | Amandus Colpe        | Ulrich Müller        |
| 1973–1977    | Dietrich Fürst       | Armin Korthals       |
| 1977–1995    | Armin Korthals       | Horst Dreyer         |
| 1996–2000    | Horst Dreyer         | Egon Hottendorf      |
| 2000–2008    | Egon Hottendorf      | Ralf-Rüdiger Schwerz |
| 2008–2020    | Ralf-Rüdiger Schwerz | Helmut Weermann      |
| 2021-02/2025 | Ralf-Rüdiger Schwerz | Kai Mangels          |
| seit 03/2025 | Kai Mangels          | Axel Lohmeier        |